# Gat Mort
Gat Mort – rzeka we Francji, przepływająca przez teren departamentu Żyronda, o długości 37 km. Stanowi lewy dopływ rzeki Garonny.